# Internationale Fechtmeisterschaften 1936
Die  Fechtweltmeisterschaft 1936 fand in Sanremo statt. Da im selben Jahr in Berlin die Olympischen Sommerspiele stattfanden, wurde lediglich der nichtolympische Mannschaftswettbewerb im Damen-Florett ausgetragen.

## Damen

### Florett, Mannschaft
| Platz | Land            | Sportlerinnen                                                               |
| ----- | --------------- | --------------------------------------------------------------------------- |
| 1     | Deutsches Reich | Hedwig Haß, Henni Jüngst, Olga Oelkers, Leni Oslob                          |
| 2     | Ungarn          | Erna Bogathy, Ilona Elek, Margit Elek, Katalin Horváth, Ilona Vargha        |
| 3     | Österreich      | Elisabeth Grasser, Ellen Müller-Preis, Frieda von Gregurich, Fritzi Wenisch |

## Medaillenspiegel
| Platz | Land            | Gold | Silber | Bronze | Gesamt |
| ----- | --------------- | ---- | ------ | ------ | ------ |
| 1     | Deutsches Reich | 1    | —      | —      | 1      |
| 2     | Ungarn          | —    | 1      | —      | 1      |
| 3     | Österreich      | —    | —      | 1      | 1      |